# Blake Edwards
Blake Edwards (26. juli 1922 – 15. december 2010) – født William Blake Crump – var en amerikansk filminstruktør, bedst kendt for Den lyserøde panter-serie med Peter Sellers.
Han var gift med Julie Andrews.

## Filmografi
- Bring Your Smile Along (1955)
- He Laughed Last (1956)
- Spilleren fra Chicago (1957)
- Den kærlighed, den kærlighed (1958)
- Korporalen på eventyr (1958)
- U-båden der rødmede (1959)
- Bedre sent end aldrig (1960)
- Pigen Holly (Breakfast at Tiffany's, 1961)
- Stemmen i mørket (1962)
- Hektiske dage (1962)
- Den lyserøde panter (1963)
- Et skud i mørke (1964)
- Alle tiders race (1965)
- Hva' lavede du i krigen, farmand? (1966)
- Mr. Gunn (1967)
- Kom og vask min elefant (1968)
- Darling Lili (1970)
- Da Frank og Ross red ud (1971)
- Mistænkt for mord (1972)
- Det begyndte på Barbados (1974)
- Den lyserøde panter springer igen (1975)
- Den lyserøde panter slår igen (1976)
- Den lyserøde panter ta'r hævn (1978)
- 10 (1979)
- S.O.B. - højt skum (1981)
- Victor/Victoria (1982)
- På sporet af den lyserøde panter (1982)
- Den lyserøde panter ser rødt (1983)
- The Man Who Loved Women (1983)
- En kone for meget (1984)
- A Fine Mess (1986)
- That's Life! (1986)
- En hot date (1987)
- Sunset (1988)
- Skin Deep' (1989)
- Hjælp, jeg er en kvinde (1991)
- Son of the Pink Panther (1993)